# Tura (rzeka)
Tura (ros. Тура) — rzeka w Rosji na Syberii zachodniej, lewy dopływ Tobołu. Przepływa przez terytorium obwodu swierdłowskiego i tiumeńskiego.
Długość 1030 km, powierzchnia zlewni 80,4 tys. km², na rzece 3 zbiorniki retencyjne. Żeglowna do 635 km od ujścia. Jest także wykorzystywana do spławu drewna.
Główne dopływy: Sałda, Tagił, Nica, Pyszma.
Nad Turą leżą m.in. Wierchniaja Tura, Wierchoturie, Niżniaja Tura, Turinsk, Lesnoj i Tiumeń.